# Obwalden und Nidwalden Zeitung
Die Obwalden und Nidwalden Zeitung (kurz: ONZ) war eine lokale Zeitung, die von Februar 2010 bis März 2012 in den Schweizer Kantonen Obwalden und Nidwalden erschien.

## Gründung
Eine erste Probeausgabe der Zeitung wurde am 19. Februar 2010 an alle Haushalte der beiden Kantone verteilt. Seit dem 23. April 2010 erschien die Zeitung zweimal wöchentlich dienstags und freitags als Druckausgabe. Daneben wurde die Online-Ausgabe täglich aktualisiert. Dieses von der ONZ als «Mikrozeitung» bezeichnete Konzept wurde in Lizenz übernommen von der Gossweiler Media AG, die Herausgeberin der Jungfrau Zeitung ist.
Herausgeberin war die 2009 gegründete ONZ Obwalden und Nidwalden Zeitung AG in Stans. Gründungsaktionäre waren zu gleichen Teilen die 1923 gegründete Gesellschaft Nidwaldner Volksblatt, die Gossweiler Media AG aus Brienz und Obwaldner Unternehmer, wie beispielsweise Thomas Gasser, Inhaber der Gasser Felstechnik in Lungern. Neben den Gründungsaktionären waren auch 390 Kleinaktionäre beteiligt. Diese waren Anfang 2010 einem Aufruf zur Aktienzeichnung gefolgt, so dass insgesamt das benötigte Startkapital von 3 Millionen Schweizer Franken zusammenkam.

## Redaktion
Der Sitz von Verlag und Redaktion war in Alpnach. Von der Gründung bis August 2011 war Francesco Welti der Chefredaktor. Von  September 2011 bis zur Einstellung der Zeitung führte Melk von Flüe die Redaktion.

## Einstellung
Am 2. März 2012 erschien die letzte Ausgabe der Zeitung, die Zeitung stellte ihren Betrieb ein. Für das Unternehmen wurde eine ordentliche Liquidation eingeleitet. Die Einstellung erfolgte aus wirtschaftlichen Gründen. Das anvisierte Ziel von 4000 Abonnenten im ersten Geschäftsjahr mit einer Steigerung auf 8000 im dritten Geschäftsjahr konnte nicht erreicht werden. Stattdessen stagnierte die Zahl der Abonnenten bei 3000. Die 17 Mitarbeiter der ONZ verloren ihre Stelle. Laut Aussage des Verwaltungsratspräsidenten der Zeitung, Thomas Gasser, bleibe als positiver Effekt, dass zumindest die Konkurrenzzeitung Neue Obwaldner Zeitung besser geworden sei und ihr Angebot stark ausgebaut habe.